# Willy Puchner
 (mars 2022).
Si vous disposez d'ouvrages ou d'articles de référence ou si vous connaissez des sites web de qualité traitant du thème abordé ici, merci de compléter l'article en donnant les références utiles à sa vérifiabilité et en les liant à la section « Notes et références ».
Pour les articles homonymes, voir Puchner.
Willy Puchner (né le 15 mars 1952 à Mistelbach, Basse-Autriche) est un photographe, artiste, dessinateur et auteur autrichien.

## Biographie
Willy Puchner né en 1952 à Mistelbach an der Zaya (Basse-Autriche), fils des parents photographes. De 1967 à 1974, étudiant à l'École Supérieur des Arts Graphiques, section Photographie. Ensuite, pendant deux ans, professeur à cette école. Depuis 1978, photographe, dessinateur, artiste et auteur indépendant. De 1983 à 1988, études de philosophie, de journalisme, d'histoire et de sociologie. En 1988 licence en philosophie sociale pour son œuvre intitulée "Sur la Photographie Privée".
Willy Puchner est devenu célèbre par le projet "La nostalgie des pingouins". Avec les figures-pingouins en polyester Joe & Sally il a fait des voyages, pendant quatre années, à la mer et dans le désert, à New York, Sydney, Pekin et Paris,à Venice, Tokio, Honolulu et au Caire, pour les y fixer sur la pellicule. 
Sur ce projet Freddy Langer a écrit dans le quotidien Frankfurter Allgemeine Zeitung ce qui suit: il les a posés devant des curiosités fameuses comme s'il s'agissait des vacanciers - et les a photographiés. Ainsi il a créé sans doute le plus bel album de photos de vacances du XXe siècle : 'La nostalgie des pingouins.' ( FAZ du 8 mars 2001)
À partir de 1988, diverses conférences aux universités, musées et galeries sur la "Photographie Privée".
Depuis 1989, travail régulièrement pour le Wiener Zeitung, le journal quotidien le plus ancien du monde.
Willy Puchner aimait travailler avec des gens âgés, ce qui résultait aux projets suivants: "Les Nonagénaires", "Dialogue avec l'Âge", "Les Centenaires", "Histoire de la Vie et Photographie" et "L'Amour à l'Âge Avancé".

## Expositions
- Museum Moderner Kunst, Vienne
- Künstlerhaus, N.Ö. Galerie, Vienne
- Museum des 20. Jahrhundert, Vienne
- Österreichisches Fotomuseum, Bad Ischl
- Automne styrien (de), Graz
- D’autres expositions à Berlin, Brunswick, Brême, Munich

Norfolk, Washington, (États-Unis), Bombay (Inde), Beyrouth (Liban) et à Tokyo, Osaka, Oita, Nagoya et Sapporo (Japon)

## Galerie

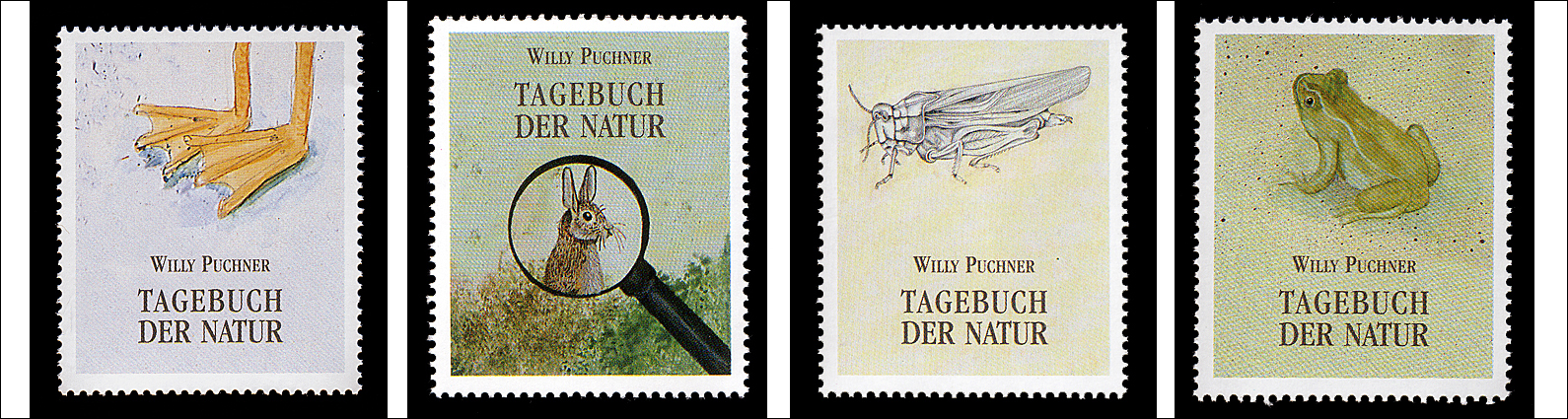
Quatre timbres

## Publications
- Bäume, 1980, (mit einem Text von Henry David Thoreau),  (ISBN 3-85447-271-4)
- Zum Abschied, zur Wiederkehr, 1981 (mit Texten von Hermann Hesse),  (ISBN 3-20601-222-8)
- Gestaltung mit Licht, Form und Farbe, 1981,  (ISBN 3-87467-207-7)
- Bilder österreichischer Städte, (mit einem Text von Harald Sterk), 1982,  (ISBN 3-21701-262-3)
- Strahlender Untergang, (mit einem Text von Christoph Ransmayr), 1982,  (ISBN 3-85447-006-1)
- Andalusien, (mit einem Text von Walter Haubrich), 1983,  (ISBN 3-7658-0420-7)
- Bilder österreichischer Landschaft, (mit einem Text von Harald Sterk), 1983,  (ISBN 3-21701-189-9)
- Die Wolken der Wüste, 1983 (mit einem Text von Manfred Pichler),  (ISBN 3-89416-150-7)
- Dorf-Bilder, 1983,  (ISBN 3-21800-387-3)
- Zugvögel seit jeher, 1983, (mit einem Text von Erich Hackl),  (ISBN 3-21024-848-6)
- Das Herz des Himmels, 1985, (mit einem Text von Erich Hackl),  (ISBN 3-21024-813-3)
- Die Sehnsucht der Pinguine, 1992,  (ISBN 3-44617-200-9)
- Ich bin ..., 1997,  (ISBN 3-79182-910-6)
- Tagebuch der Natur, 2001,  (ISBN 3-85326-244-9)
- Flughafen. Eine eigene Welt, 2003,  (ISBN 3-85326-277-5)
- Die Sehnsucht der Pinguine, überarbeitete Neuausgabe, 2004,  (ISBN 3-89405-518-9)
- Illustriertes Fernweh. Vom Reisen und nach Hause kommen, 2006,. (ISBN 3-89405-389-5)
- Wien. Vergnügen und Melancholie, 2008,  (ISBN 3-85033-159-8)

### Édition française
- La Nostalgie des pingouins.  (ISBN 3829014090)

## Publications dans des revues
Extrablatt, Konkret, Stern, Geo, Life (États-Unis), Corriere della Sera (Italie), Marco Polo (Japon), Universum (Autriche), Falter, Wiener Zeitung etc.

## Prix et distinctions
- (international) « Honour List » 2014[1] de l' IBBY pour Willy Puchners Welt der Farben